# 20480 Antonschraut
20480 Antonschraut è un asteroide della fascia principale. Scoperto nel 1999, presenta un'orbita caratterizzata da un semiasse maggiore pari a 2,4226092 UA e da un'eccentricità di 0,1941747, inclinata di 1,62612° rispetto all'eclittica.